# مرد عنکبوتی ۲
مرد عنکبوتی ۲: (به انگلیسی: Spider-Man 2) یک فیلم ابرقهرمانی محصول سال ۲۰۰۴ و به کارگردانی سم ریمی است. این فیلم دنبالهٔ مرد عنکبوتی است و دومین فیلم از سه‌گانهٔ مرد عنکبوتی سم ریمی و بر پایه شخصیت مرد عنکبوتی شرکت مارول کامیکس است. توبی مگوایر در نقش پیتر پارکر، کریستن دانست در نقش مری جین واتسون و جیمز فرانکو در نقش هری آزبورن، همگی نقش‌های خود در فیلم قبلی را ایفا کرده‌اند.
مرد عنکبوتی در ۳۰ ژوئن ۲۰۰۴ در سینماهای عادی و آی‌مکس اکران شد و نظرات مثبتی از سوی منتقدان دریافت کرد. با وجود اینکه مرد عنکبوتی ۲ فروش کمتر و بودجه بیشتری نسبت به قسمت قبل داشت اما باز هم از لحاظ مالی موفق بود. این فیلم ۷۸۹ میلیون دلار در گیشه فروش داشت و موفق شد جایزه اسکار بهترین جلوه‌های ویژه را ببرد. همچنین به عنوان یکی از بهترین فیلم‌های ساخته شده از روی داستان‌های مصور شناخته می‌شود. فیلم مرد عنکبوتی ۳ در دنبالهٔ این فیلم ساخته شد.

## داستان
دو سال بعد از تبدیل شدن به مرد عنکبوتی، پیتر پارکر هم‌اکنون در یک دانشگاه مشغول تحصیل است. او از پرداخت اجاره خانه اش ناتوان است و نمراتش در دانشگاه پایین است. پیتر هم با معشوقه اش مری جین و هم با دوستش هری رابطه نسبتاً سردی دارد. هری که اکنون رئیس بخش تحقیقات ژنتیک و علمی شرکت آزکورپ است، حامی مالی یک پروژه قدرت همجوشی توسط آتو اکتاویوس است. پیتر با آتو ملاقات می‌کند و با او گفتگویی علمی و دوستانه دارد.
در جریان یک نمایش عمومی که پیتر و هری در آن شرکت می‌کنند. اکتاویوس در حال کار کردن با موادی خطرناک، بازوهای قدرتمند روباتیک دارای هوش مصنوعی را به خود متصل می‌کند. اما اندکی بعد یک جهش قدرت باعث بی‌ثباتی راکتور همجوشی می‌شود. اکتاویوس حاضر به قطع کردن راکتور نمی‌شود و در نتیجه راکتور وارد مرحله ای بحرانی می‌شود و باعث مرگ همسر اکتاویوس و از بین رفتن تراشه بازدارنده ای که بازوها را از دسترسی به سیستم عصبی او بازمی‌دارد می‌شود. در نهایت مرد عنکبوتی موفق به قطع کردن کابل‌های راکتور می‌شود و به ویرانی‌های ناشی از آن پایان می‌دهد. در یک بیمارستان، دکترها آماده می‌شوند که با جراحی بازوهای اکتاویوس را از او جدا کنند، اما بدون تراشه بازدارنده بازوها اکنون هوشیار شده‌اند و با کشتن دکترها از خود دفاع می‌کنند. بعد از فرار از بیمارستان اکتاویوس به یک اسکله پناه می‌برد. او که اکنون توسط هوش مصنوعی بازوها فاسد شده‌است تصمیم می‌گیرد آزمایش خود را دوباره انجام دهد و برای تأمین مالی این کار به یک بانک دستبرد می‌زند. روزنامه دیلی بیوگل به او لقب دکتر اختاپوس را می‌دهد.
مری جین با یک فضانورد به نام جان جیمسون (پسر جیمز جونا جیمسون) نامزد می‌شود. پیتر به خاطر ناتوانی اش در کنترل زندگی اش، دچار یک فروپاشی عاطفی می‌شود و استرس زندگی اش به تدریج او را از قدرت‌هایش سلب می‌کند. به این ترتیب پیتر از مرد عنکبوتی بودن دست می‌کشد و به زندگی عادی بازمی‌گردد، او همچنین سعی می‌کند دوباره نظر مری جین را بخود جلب کند. او همچنین بالاخره واقعیت را در مورد مرگ عمو بن به زن‌عمو می می‌گوید. زن عمو می او را می‌بخشد ولی افزایش جرم و جنایت در شهر پیتر را نگران می‌کند.
اکتاویوس که برای راه اندازی مجدد راکتور به ایزوتوپی قیمتی به نام تریتیوم نیاز دارد، به خانه هری می‌رود و او را تهدید به مرگ می‌کند تا به تریتیوم دست پیدا کند. هری از ترس جانش با این شرط که موافقت می‌کند که اکتاویوس مرد عنکبوتی را زنده برای او بیاورد. هری همچنین به او می‌گوید که برای یافتن مرد عنکبوتی اول باید دوست او پیتر پارکر را پیدا کند، ولی در آخر به او می‌گوید به پیتر آسیبی نرساند. کمی بعد اکتاویوس پیتر را پیدا می‌کند و او را تهدید می‌کند که اگر مرد عنکبوتی را پیدا نکند، مری جین را به طرز فجیعی به قتل می‌رساند. اکتاویوس مری جین را به اسارت می‌گیرد و به خطر افتادن زندگی او باعث می‌شود که پیتر قدرت‌های خود را باز یابد.
این دو در جریان مبارزهٔ خود، روی یک قطار سریع نیویورک سقوط می‌کنند. اکتاویوس ترمز قطار را از کار می‌اندازد و پیتر را رها می‌کند تا قطار را متوقف کند، کاری که پیتر با سختی و تحلیل جسمی فراوان موفق به انجامش می‌شود. اکتاویوس بدن تضعیف شده و بیهوش پیتر را به هری آزبورن تحویل می‌دهد. هری آماده کشتن مرد عنکبوتی است اما بعد از دیدن چهره پیتر زیر ماسک، به شدت شوکه می‌شود. پیتر او را متقاعد می‌کند که فعلاً مشکلاتشان را کنار بگذارد و مکان مخفیگاه اکتاویوس را برای او فاش کند. پیتر و اکتاویوس دوباره با هم می‌جنگند ولی اینبار واکنش هسته ای کل شهر را به خطر می‌اندازد. پیتر هویتش را برای اکتاویوس برملا می‌کند و او را قانع می‌کند که آرزویش را برای امنیت شهر رها کند. اکتاویوس به بازوهایش دستور می‌دهد تا پیتر را رها کنند و از او اطاعت کنند، او سپس خود را غرق می‌کند تا آزمایشش نیز با او غرق شود. مری جین از هویت واقعی مرد عنکبوتی مطلع می‌شود و پیتر این هویت پنهان را دلیل این که آن‌ها هیچ‌وقت نمی‌توانند با هم باشند، عنوان می‌کند.
در این هنگام، هری با توهمی از پدرش مواجه می‌شود که با خشم از او طلب می‌کند تا انتقام مرگ او را بگیرد، اما هری حاضر نیست به پیتر آسیب بزند و با عصبانیت آینه را خرد می‌کند. به این ترتیب او به‌طور تصادفی، اتاق منفی شامل تجهیزات جن سبز پدرش را پیدا می‌کند. در روز برگزاری عروسی، مری جین جان را در آستانه ازدواج رها می‌کند و به آپارتمان پیتر می‌رود. بعد از بوسیدن یکدیگر، آن‌ها صدای آژیر پلیس را می‌شوند و مری جین او را تشویق می‌کند که در لباس مرد عنکبوتی به آن‌ها کمک کند.

## بازیگران
| بازیگر        | نقش                       | توضیحات |
| ------------- | ------------------------- | --- |
| توبی مگوایر   | پیتر پارکر/مرد عنکبوتی    | یک ابرقهرمان، او دانشجوی فیزیک در دانشگاه کلمبیا و عکاس روزنامه دیلی بیوگل است؛ همچنین به دلیل مشکلاتی که دارد تصمیم می‌گیرد شخصیت مرد عنکبوتی را رها کند. در سال ۲۰۰۲ در فیلمبرداری فیلم سیبیسکوت کمر توبی مگوایر آسیب جدی دید و دیگر قادر نبود در قسمت دوم بازی کند، بنابراین استودیو مذاکراتی را با جیک جیلنهال برای ایفای این نقش انجام داد، اما توبی مگوایر بهبود پیدا کرد و با دستمزد ۱۷ میلیون دلار در قسمت دوم نیز بازی کرد. |
| کیرستن دانست  | مری جین واتسون            | دختری که پیتر پارکر از کودکی عاشقش بود، اما به دلیل اینکه جان او به خطر نیفتد تصمیم می‌گیرد رهایش کند. |
| جیمز فرانکو   | هری آزبورن                | رئیس آسکورپ، پسر نورمن آزبورن و دوست صمیمی پیتر پارکر. او همچنان مرد عنکبوتی را مسئول مرگ پدرش می‌داند. |
| آلفرد مولینا  | اتو اکتاویوس/دکتر اختاپوس | یک دانشمند فیزیک که تصمیم دارد بر روی یک رآکتور اتمی کار کند بنابراین چهار بازوی مکانیکی به ستون فقراتش وصل می‌کند، ولی بر اثر سانحه ای دیوانه می‌شود. آلفرد مولینا در فوریه ۲۰۰۳ برای ایفای این نقش انتخاب شد، و بلافاصله تمرینات خود را آغاز کرد. |
| کلیف رابرتسون | بن پارکر                  | همسر می پارکر و عموی پیتر، او توسط یک سارق که پیتر نتوانست جلویش را بگیرد در فیلم اول کشته شد. |
| رزماری هریس   | می پارکر                  | همسر بن پارکر و زن عموی پیتر. |
| جی کی سیمونز  | جیمز جونا جیمسون          | سردبیر روزنامه دیلی بیوگل، او مرد عنکبوتی را مورد انتقاد قرار می‌دهد. |
| ویلم دفو      | نورمن آزبورن/گرین گابلین  | به عنوان توهم هری در آینه ظاهر می‌شود |
| دونا مورفی    | روزالی اکتاویوس           | دستیار و همسر اتو اکتاویوس/دکتر اختاپوس است. |
| دیلن بیکر     | کرتیس کانرز               | استاد فیزیک |
| الیزابت بنکس  | بتی برنت                  | منشی جیمز جون جیمسون در دیلی بیوگل |
| بیل نون       | رابی رابرتسون             | دستیار جیمز جون جیمسون |
| بروس کمپبل    | نگهبان                    | نگهبانی که به پیتر اجازه نمی‌دهد وارد سالن تئاتر شود |
| تد ریمی       | هافمن                     | کارمند دیلی بیوگل |
| مگینا توا     | اورسولا                   | دختر صاحبخانه پیتر |

## دنباله
مرد عنکبوتی ۳ دنباله دوم مرد عنکبوتی و قسمت آخر آن است که به کارگردانی سم ریمی در تاریخ ۴ مه ۲۰۰۷ منتشر شد.

## تولید

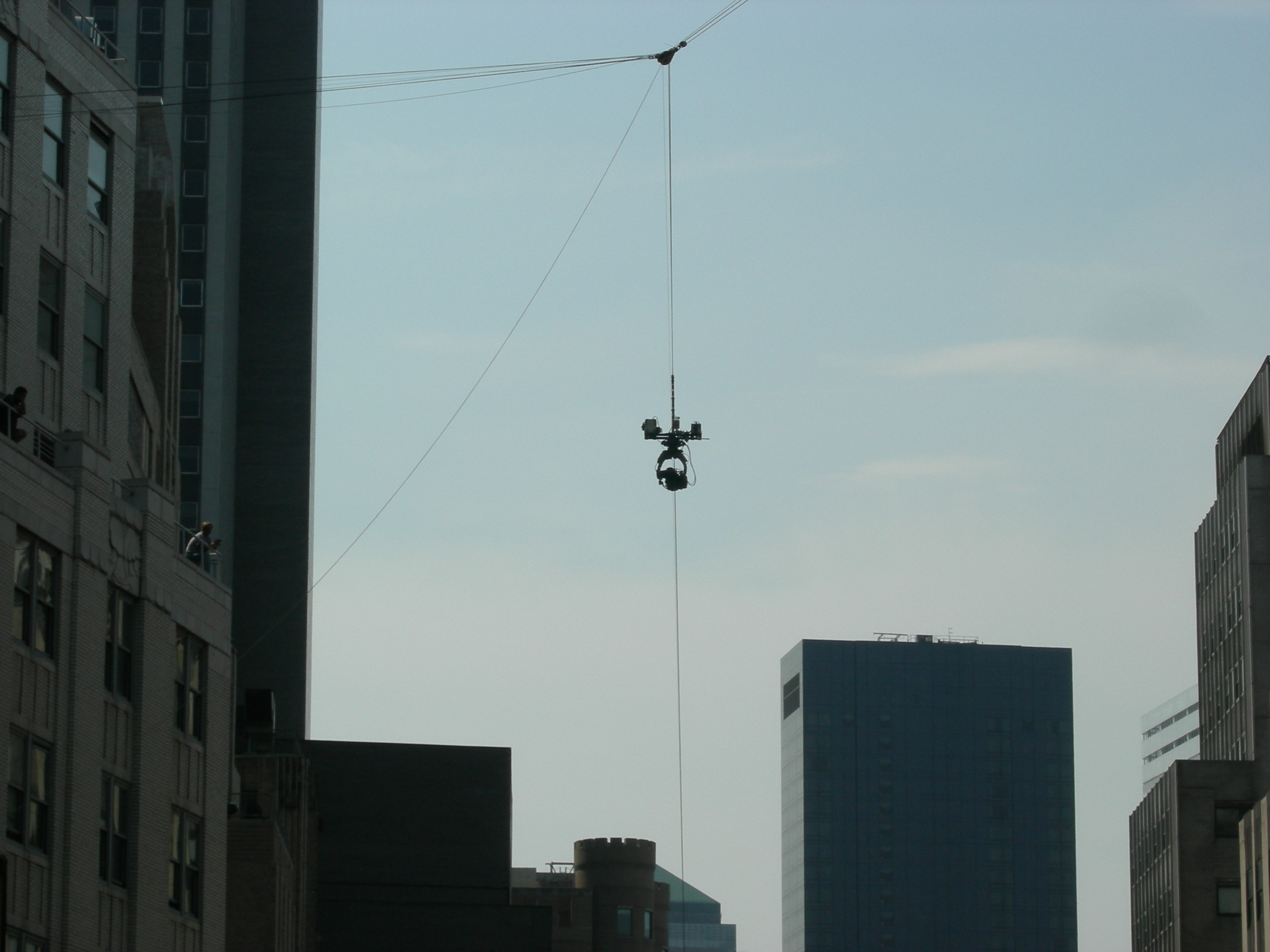
فیلم‌برداری تاب خوردن مرد عنکبوتی

### توسعه
بلافاصله پس از اکران فیلم مرد عنکبوتی، سم ریمی با کمک جیمز کلیت آماده ساخت دنباله فیلم شد؛ در آوریل ۲۰۰۲ سونی آلفرد گاف و مایلز میلار را برای نوشتن فیلمنامه قسمت دوم استخدام کرد، دکتر اختاپوس نیز به عنوان خبیث اصلی فیلم معرفی شد و مارمولک از فیلم حذف شد.

### فیلم‌برداری
مرد عنکبوتی ۲ در بیش از صد مکان عکس‌برداری شد، قبل از عکس‌برداری در شیکاگو طی دو روز در نوامبر ۲۰۰۲ خدمه قطار ۲۲۰۰ ماشین سری را به دست آوردند که شانزده دوربین را برای عکس‌های پس زمینه عنکبوت قرار داد. مرد عنکبوتی و دکتر اختاپوس در آن قطار می‌جنگیدند. عکاسی اصلی از ۱۲ آوریل ۲۰۰۳ در شهر نیویورک آغاز شد. خدمه در تاریخ ۱۳ مه به لس آنجلس حرکت کردند در ده مجموعه اصلی که توسط طراح تولید نیل اسپیساک ایجاد شده بود، عکس‌برداری کردند.
از یک سیستم دوربینی به نام Spydercam استفاده می‌شد که به فیلمسازان اجازه می‌دهد بیشتر نمای جهان اسپایدرمن را بیان کنند، در بعضی مواقع با طول شات بیش از ۲۴۰۰ فوت (۷۳۰ متر) در نیویورک یا ۳۲۰۰ فوت (۹۸۰ متر) در لس آنجلس. برای بعضی از عکس‌ها دوربین با سرعت بیش از ۶ فریم در ثانیه عکس‌برداری می‌کرد تا سرعت پخش سریع تری داشته باشد. عکس‌های با استفاده از Spydercam در نسخه‌های دیجیتالی شهرها از قبل برنامه‌ریزی شده بودند و حرکت دوربین کنترل می‌شد و این امر بسیار مقرون به صرفه بود. از سیستم این دوربین در فیلم قبلی برای عکس‌برداری نهایی استفاده شده بود.

### جلوه‌های بصری
جیمز آچسون، طراح لباس، تغییراتی در لباس مرد عنکبوتی ایجاد کرد. رنگ‌ها غنی‌تر و پررنگ‌تر شدند، به تارهای عنکبوتی روی لباس خطوط ظریف تری داده شد و بزرگتر شدند، لنزهای چشم نیز تا حدودی کوچک‌تر شدند و چیزی که در زیر آن قرار داشت به تکه‌هایی تبدیل شد تا حس بهتری در حرکت ایجاد کند. کلاه مگوایر که در زیر ماسک او پوشیده شده بود نیز بهبود یافت.
برای ایجاد شاخک‌های مکانیکی دکتر اختاپوس، یک کمربند فلزی و لاستیکی، ستون فقرات لاستیکی و چهار شاخک لاستیکی فوم به طول ۸ فوت (۲٫۴ متر طول) تهیه شد که در مجموع ۴۵ کیلوگرم وزن داشت. پنجه‌های هر شاخک، توسط یک نفر در یک صندلی کنترل می‌شدند. هر شاخک نیز توسط چهار نفر کنترل می‌شد، که هر صحنه را با مولینا تکرار می‌کردند تا حسی طبیعی به وجود آورند که گویی شاخه‌های شاخک به دلیل حرکت عضلانی اکتاویوس حرکت می‌کنند.